# Ernst-Eberhard Hell
Ernst-Eberhard Hell, nemški general, * 19. september 1887, † 15. september 1973.